# Sally Hamilton-Fleming
Sally Hamilton-Fleming, född 14 april 1965, är en australisk friidrottare. Hon deltog vid olympiska sommarspelen 1988.